# Campeonato Suíço de Voleibol Feminino - Série A
O Campeonato Suíço de Voleibol Feminino - Série A é a principal competição de clubes de voleibol feminino da Suíça.O torneio das duas primeiras divisões (A e B) é organizado pela Swiss Volleyao longo das temporadas variou o número de participantes.

## Série A
A Série A na variante feminina não foi disputada em 1957 e 1958:

## Divisões inferiores
As divisões inferiores são : Primeira e Segunda Ligas, ocorrendo o confronto entre ambas para acesso  a Série B.